# Cosmorhoe ocellata
Cosmorhoe ocellata là một loài bướm đêm thuộc họ Geometridae. Loài này được tìm thấy ở châu Âu.
Sải cánh dài 20–25 mm. Chiều dài cánh trước là 13–15 mm. Con trưởng thành bay từ tháng 5 đến tháng 8. .
Ấu trùng ăn various types của bedstraw.

## Hình ảnh

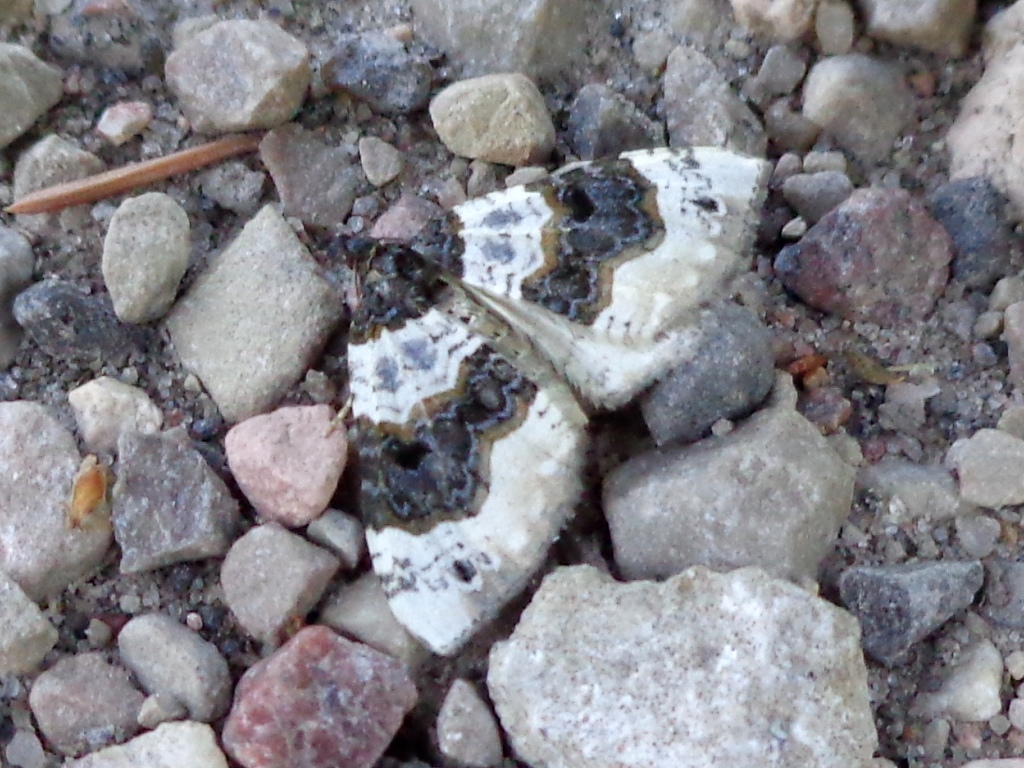
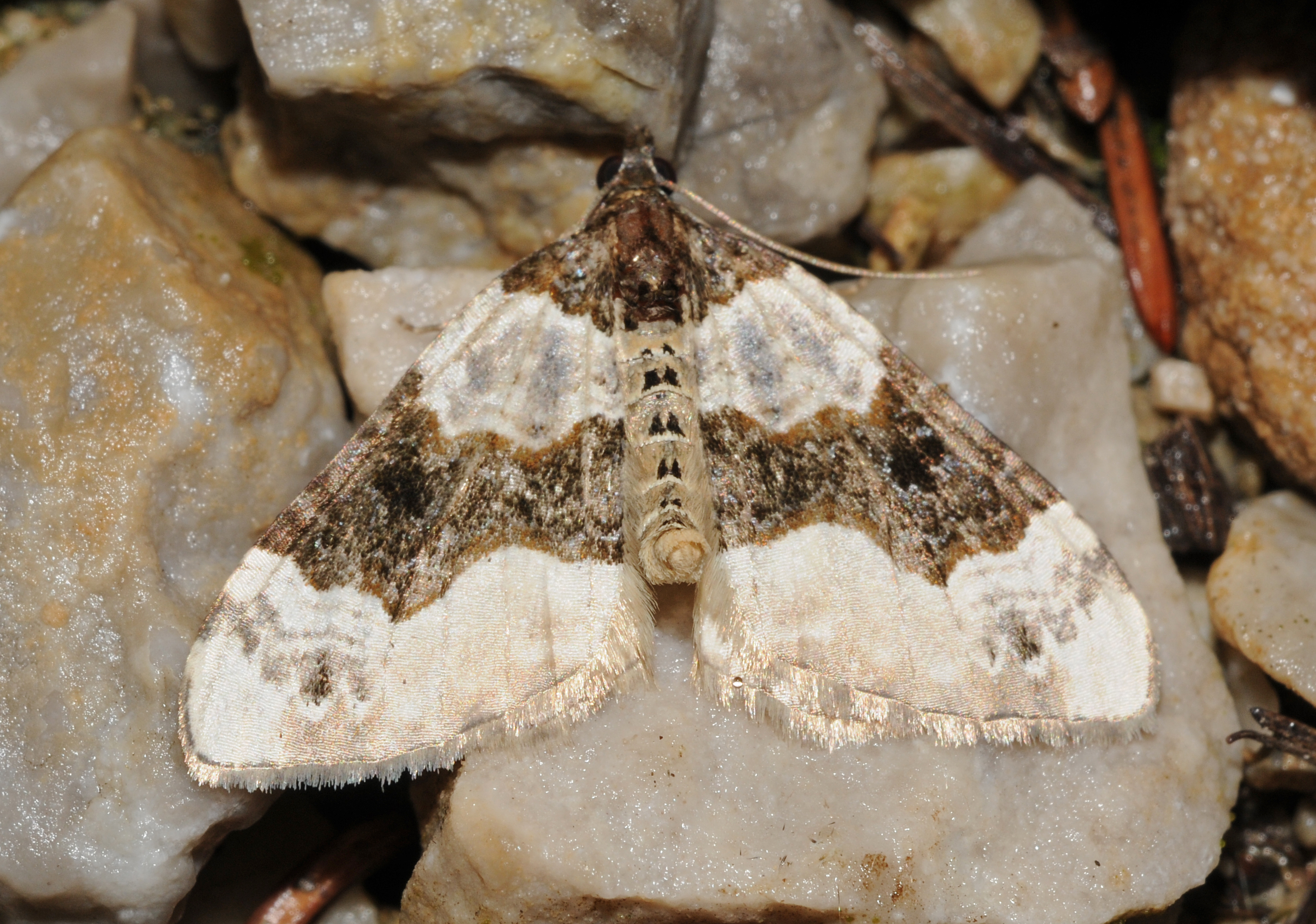
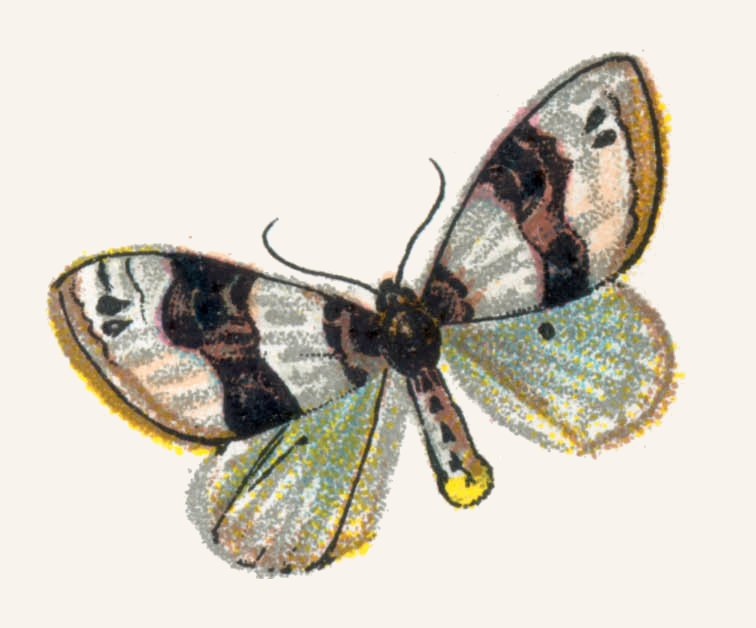
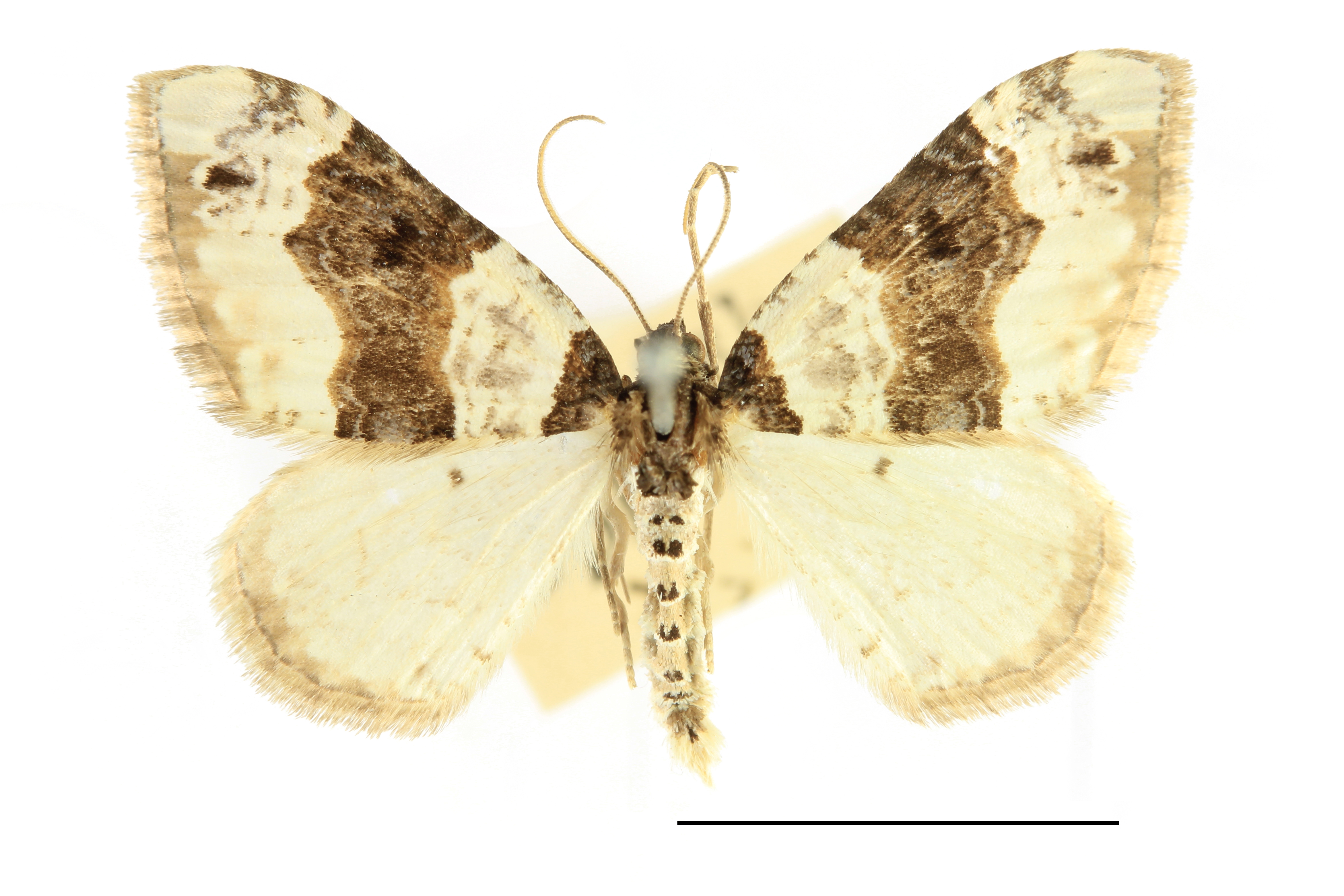